# Mikkelin Pallo-Kissat
Mikkelin Pallo-Kissat, förkortas MiPK, är en fotbollsklubb från S:t Michel i Savolax. 
Klubben hade 1955-1970 även ett lag i ishockey. Detta slogs 1970 samman med lokalrivalen MP:s ishockeysektion och bildade Mikkelin Jukurit.
Klubben har gjort elva säsonger i dåtidens Tipsligan: 1961-1963, 1971, 1974-1979 och 1981. Under denna period spelade laget stadsderbyn mot MP. Som bäst har laget slutat på fjärde plats, 1962, 1974 och 1975.